# Ildikó Szekeres
Ildikó Szekeres (Pécs, 6 de febrero de 1973) es una deportista húngara que compitió en curling. Ganó una medalla de plata en el Campeonato Mundial de Curling Mixto Doble de 2009.

## Palmarés internacional
| Campeonato Mundial Mixto Doble | Campeonato Mundial Mixto Doble | Campeonato Mundial Mixto Doble | Campeonato Mundial Mixto Doble |
| Año                            | Lugar                          | Medalla                        | Prueba                         |
| ------------------------------ | ------------------------------ | ------------------------------ | ------------------------------ |
| 2009                           | Cortina d'Ampezzo (Italia)     | Medalla de plata               | Mixto doble                    |